# Prijevoj Maloja
Prijevoj Maloja (tal. Passo del Maloja, njem. Malojapass) (1815 m n.v.) je visoki planinski prijevoj u švicarskim Alpama u kantonu Graubünden, koji povezuje Engadin s dolinom Val Bregaglia, još uvijek u Švicarskoj i Chiavennom u Italiji. Označava razdjelnicu između sliva Dunava i Poa. Jezero Lägh da Bitabergh je blizu prijevoja.

## Promet
Cesta od Chiavenne do Silvaplane s udaljenostima i nadmorskom visinom :
- 0 km Chiavenna 333 m
- 10 km Castasegna (talijansko-švicarska granica) 696 m
- 13 km Promontogno 802 m
- 16 km Stampa 994 m
- 18 km Borgonovo 1029 m
- 19 km Vicosoprano 1065 m
- 27 km Casaccia 1458 m
- 32 km Prijevoj Maloja 1815 m
- 33 km Maloja 1809 m
- 40 km Sils im Engadin/Segl 1798 m
- 44 km Silvaplana 1802 m

Prijevoj Maloja otvoren je zimi. Međutim, nakon obilnih snježnih oborina cesta može biti zatvorena na nekoliko sati ili cijeli dan. Čak i ako je otvorena, cesta može biti prekrivena snijegom zbog čega su gume za snijeg/zimske gume ili lanci neophodni.
Najniža točka stupca i najniža točka na razdjelnici između bazena Inna i Poa u Švicarskoj nalazi se na nadmorskoj visini od 1812 m.

## Vanjske poveznice
- Cyclists descend the pass on the seventh stage of the 92nd Giro d'Italia